# Médaille du mérite sportif (Belgique)
La Médaille du Mérite Sportif, est une décoration belge destinée à récompenser les athlètes et les sportifs méritants.
Le Mérite Sportif est divisé en trois catégories :
- Médaille d'or ;
- Médaille d'argent ;
- Médaille de bronze.

## Quelques titulaires

### Médaille d'or
- Jean Aerts, cyclisme
- Louis Carré, football
- Jef Eygel, basket-ball
- Maurice Franchomme, pionnier de l'aviation
- Karel Kaers, cyclisme
- Marcel Kint, cyclisme
- Roger Moens, athlétisme
- Fernand de Montigny, escrime
- Eva Novak, natation
- Constant (Stan) Ockers, football
- Gustave Scillie, alias Roth, boxe
- René Vingerhoedt, billard

### Médaille d'argent
- John Claes, automobile
- Henri Coppens, football
- Paul Frère, automobile
- Étienne Gailly, athlétisme
- Olivier Gendebien, automobile
- André Pilette, automobile
- Georges Roland, tennis de Table
- Guy Vermeersch, ski nautique
- Marguerite Wilwertz, tennis de table

### Médaille de bronze
- André Ballieux, athlétisme (militaire)
- Jules Bary, balle-pelote
- Robert Brouwer, athlétisme et basket-ball
- Jack Coenen, poids et haltères
- Jan Cools, lutte
- Angèle De Graeff, natation
- Georges De Pauw, natation
- Léon Gossiaux, jeu de la petite balle au Tamis.
- Marie-Josée Guillaume, natation
- Marie-Paule Heymans, sports équestres
- Emma Jacobs, tir
- Georges Poffé, sports équestres
- Juliette Roelandt, escrime
- Pierre Samin, arbalétrier
- Jacques Van den Abeele, athlétisme
- Germaine van Dievoet
- Leo Van Dorpe, athlétisme
- Gaston Van Ghelder, patinage à roulette
- René Verhoeven, aviron